# Monopylephorus camachoi
Monopylephorus camachoi is een ringworm uit de familie van de Naididae. De wetenschappelijke naam van de soort is voor het eerst geldig gepubliceerd in 1999 door Rodriguez.